# Bill Anderson (producteur)
Pour les articles homonymes, voir Bill Anderson, William Anderson et Anderson.
William Hillyard Anderson dit Bill Anderson (12 octobre 1911, Smithfield, Utah - 28 décembre 1997, San Francisco, Californie) est un producteur américain ayant travaillé pour les studios Disney.

## Biographie
La carrière de Bill Anderson chez Disney est ponctuée de désaccords avec Walt Disney quant à des éléments importants ou des détails sur la production des films. Pour Fidèle Vagabond (1957) Disney et Anderson ne sont pas d'accord sur la race du chien vedette, Disney penchant pour celle décrite dans l'œuvre originale.
Après la production de Lueur dans la forêt dans le Tennessee, Anderson s'installe au Royaume-Uni à la demande de Walt Disney. Anderson explique qu'il venait de lire le roman Banner in the Sky (1954) de James Ramsey Ullman et découvert en parallèle un film de l’alpiniste Gaston Rébuffat, à priori Étoiles et Tempêtes (1955), film en couleur primé au festival de Trente. Anderson présente les deux à Walt Disney qui lui demande en retour d'en faire un film. Ce sera Le Troisième Homme sur la montagne (1959). En 1957, Anderson s'installe donc en Angleterre, pays où il n'était jamais allé, fonde un nouveau studio et embauche de nouveaux employés, Walt Disney ayant refusé de délocaliser d'autres employés. L'un des premiers employés est le réalisateur Ken Annakin. Le tournage du film se fait toutefois principalement en Suisse.
Autre désaccord durant la production du film Les Robinsons des mers du Sud (1960), le lieu de tournage qui sera finalement une île des Caraïbes engendrant un dépassement de budget d'un million de dollars.
En 2004, il a été nommé Disney Legends.

## Filmographie

### Cinéma
- 1957 : Fidèle Vagabond
- 1958 : Signé Zorro
- 1958 : Lueur dans la forêt
- 1959 : Le Troisième Homme sur la montagne
- 1960 : Les Robinsons des mers du Sud
- 1960 : Pollyanna
- 1962 : Un pilote dans la Lune
- 1963 : Sam l'intrépide
- 1964 : Les Pas du tigre
- 1964 : La Baie aux émeraudes
- 1966 : Le Prince Donegal
- 1967 : L'Honorable Griffin
- 1967 : Le Plus Heureux des milliardaires
- 1968 : The One and Only, Genuine, Original Family Band
- 1969 : Smith !
- 1969 : L'Ordinateur en folie
- 1971 : Un singulier directeur
- 1971 : La Cane aux œufs d'or
- 1972 : Les Aventures de Pot-au-Feu
- 1973 : Charley et l'Ange
- 1974 : Superdad
- 1975 : L'Homme le plus fort du monde
- 1975 : Le Gang des chaussons aux pommes (The Apple Dumpling Gang)
- 1975 : Le Justicier aux deux visages, film tiré de la série télévisée L'Épouvantail (1963)
- 1976 : Le Trésor de Matacumba
- 1976 : Un candidat au poil

### Télévision
- 1958-1961 : Zorro (20 épisodes)
- 1960 : Daniel Boone (4 épisodes)
- 1963 : Johnny Shiloh
- 1966 : Ballerina
- 1968 : The Young Loner
- 1969 : Wolfshead: The Legend of Robin Hood
- 1973 : Mystery in Dracula's Castle